# Winkeralphabet

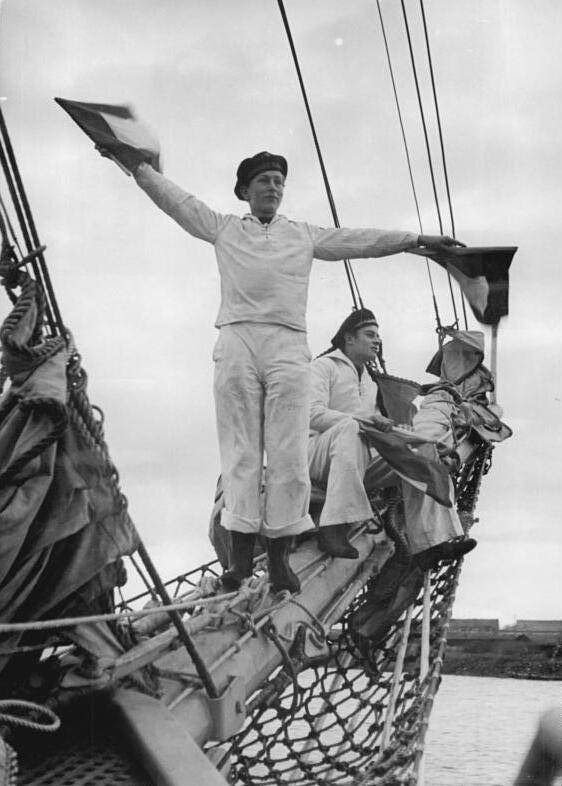
Signalgasten beim Winkern auf dem Segelschulschiff Wilhelm Pieck

Das Winkeralphabet (Semaphore) dient zur optischen Nachrichtenübermittlung zwischen Schiffen oder an Land. Mit der Entwicklung des Sprechfunks verlor es stark an Bedeutung, wird jedoch auf See noch heute vor allem militärisch genutzt, da es – im Gegensatz zu fast allen Funkverkehren – nur schwer abhörbar ist. Offizielles Kommunikationsmittel ist es noch bei der United States Navy und den Meeresselbstverteidigungsstreitkräften Japans, wird jedoch auch bei anderen Marinen noch gepflegt.
Es existieren unter anderem ein internationales (im Internationalen Signalbuch festgelegt) und ein deutsches Winkeralphabet.
Die einzelnen Buchstaben des lateinischen Alphabets werden beim Winkeralphabet durch die Stellung beschrieben, in der der Winker zwei Flaggen hält. Die Flaggen sind meist quadratisch und entweder diagonal Gelb-Rot geteilt (Flagge Oscar) oder rote Flaggen, die ein kleineres, zentriertes weißes Quadrat enthalten (veraltet).
Während mit dem Winkeralphabet einzelne Buchstaben übermittelt werden, dient das Flaggenalphabet zur Übermittlung codierter Nachrichten durch den Einsatz weniger farbiger Flaggen.

## Internationales Winkeralphabet
Die Abbildungen zeigen die Signale im internationalen Winkeralphabet, wie sie der Empfänger sieht.
Bei den grauen Zellen würden sich die Flaggen nach dem System überlappen. Gelbe Zellen zeigen die tatsächliche ergonomische Handhaltung an.
| rechter Arm → | 0°            | 45°   | 90° | 135° | 180°                | 225°          | 270°                | 315° |
| linker Arm ↓  | 0°            | 45°   | 90° | 135° | 180°                | 225°          | 270°                | 315° |
| 0°            | Unterbrechung | A     | B   | C    | D                   | E             | F                   | G    |
| 45°           | A (1)         |       | H   | I    | K                   | L             | M                   | N    |
| 90°           | B (2)         | H (8) |     | O    | P                   | Q             | R                   | S    |
| 135°          | C (3)         | I (9) | O   |      | T                   | U             | Y                   |      |
| 180°          | D (4)         | K (0) | P   | T    |                     | Zahlen folgen | Buchstaben folgen/J | V    |
| 225°          | E (5)         | L     | Q   | U    | Zahlen folgen       |               | W                   | X    |
| 270°          | F (6)         | M     | R   | Y    | Buchstaben folgen/J | W             |                     | Z    |
| 315°          | G (7)         | N     | S   |      | V                   | X             | Z                   |      |

Zahlen werden durch das „Zahlen-folgen“-Signal angekündigt und entsprechen den ersten zehn Buchstaben des Alphabets, Alfa (=1) bis Kilo (=0) ohne Juliett. Die Zahl endet mit dem nächsten „Unterbrechung“-Signal. Die Signale „Charlie“ und „Echo“ dienen auch als Antwort- und Irrtumszeichen (Error).
Neben dem bekannten Winkeralphabet gab es verschiedene Vorläufer, darunter das von Albert J. Myer (auch: Meyer) 1860 im Amerikanischen Bürgerkrieg entwickelte Wig-Wag mit nur einer Signalflagge. Das System unterschied 4 Flaggenpositionen: Fertig, 1, 2 und 3. Den Buchstaben des Alphabets und Ziffern 1 bis 0 war eine Kombination dieser Positionen zugeordnet, die sich an der Häufigkeit in der englischen Sprache orientierte.

## Kunst

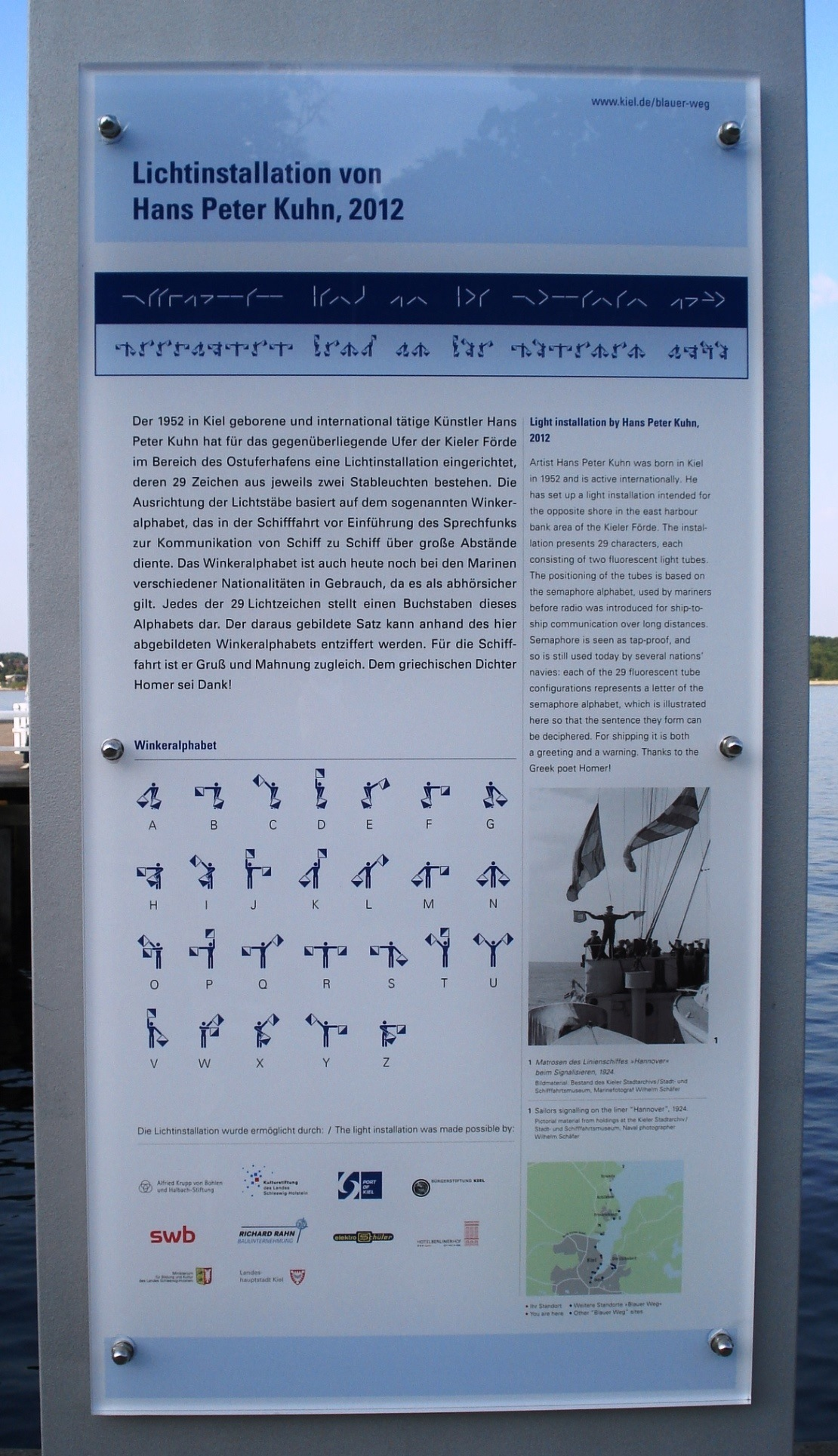
Informationstafel zur Lichtinstallation Winkeralphabet von Hans Peter Kuhn in Kiel

Nutzung des Winkeralphabets für eine permanente Lichtinstallation – von Hans Peter Kuhn in Kiel (seit 2012, permanent).

## Sonstiges
Das 1958 entstandene Friedenszeichen der Campaign for Nuclear Disarmament (Kampagne zur Nuklearen Abrüstung) enthält die Winkeralphabet-Buchstaben „N“ und „D“.

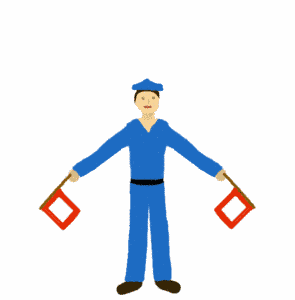
Winkeralphabet N
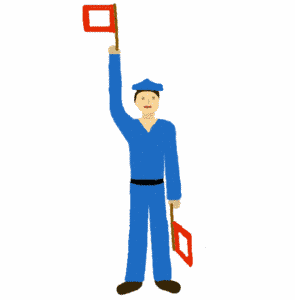
Winkeralphabet D
CND-Symbol